# Sławomir Sikora (ur. 1964)
Sławomir Artur Sikora (ur. 3 października 1964 w Warszawie) – polski dziennikarz śledczy, działacz społeczny, pisarz, przedsiębiorca, pierwowzór „Stefana” – bohatera polskiego kryminalnego filmu fabularnego Dług (1999), w reżyserii Krzysztofa Krauzego.
Skazany i osadzony w 1994, ułaskawiony przez prezydenta Aleksandra Kwaśniewskiego w 2005 na skutek intensywnej kampanii w internecie – pod wnioskiem o ułaskawienie podpisało się 38 tysięcy osób, w tym osobiste prośby złożyły osoby publiczne takie, jak: reżyser filmu Dług Krzysztof Krauze, współscenarzysta filmu Jerzy Morawski, dziennikarz Gazety Wyborczej Bogdan Wróblewski, Piotr Pytlakowski, Janina Paradowska, Jerzy Pilch, Paweł Moczydłowski, Andrzej Bałandynowicz, Piotr Kruszyński, Barbara Toruńczyk, Elżbieta Różańska, Władysław Frasyniuk, Jan Lityński, Paweł Poncyliusz, Jarosław Kaczyński, Lech Nikolski, Krzysztof Janik, prof. Maria Szyszkowska, Ninel Kameraz-Kos, Urszula Fuks, Jan Jagielski, gen. Sławomir Petelicki, Krystian Legierski. Autor książek Mój dług (2004), Osadzony (2008), Mój dług. Moc przetrwania (2022), twórca jednego z najpoczytniejszych blogów „Spłacam dług” w serwisie Interia.pl (2005−2012).

## Młodość
Urodził się w Warszawie (Górny Mokotów). Jest synem Włodzimierza Sikory i Ady Wandy Sikory z domu Lipińskiej, ze strony matki dziadek Antoni Lipiński i babcia Helena Lipińska z d. Wojakowska. Dziadek zginął śmiercią tragiczną w 1937, wypadając pod nadjeżdżający pociąg na trasie Warszawa – Wesoła. Był zamożnym człowiekiem, pracował jako kierownik w restauracji Adria. Jan Jagielski z Żydowskiego Instytutu Historycznego postawił tezę, że dziadek Antoni został wypchnięty pod nadjeżdżający pociąg, ponieważ pracował w tzw. „Dwójce”. Był to kontrwywiad lub wywiad. W warszawskiej Adrii bywali najważniejsi luminarze polskiej sceny politycznej, w tym wojskowi.
Ojciec Włodzimierz Sikora pochodził z Beskidu Żywieckiego z miejscowości Lachowice obok Żywca. Do Warszawy przyjechał jako młody chłopak i podjął pracę w nowo wybudowanej na warszawskim Żoliborzu Hucie Warszawa.
Babcia Helena miała troje dzieci: najstarszy Zbigniew, średnia Ada Wanda i najmłodszy Stanisław. W czasie II wojny światowej najmłodszy syn Stanisław był przez całą wojnę ukrywany u księży salezjanów w Czerwińsku nad Wisłą. Ada Wanda wojnę spędziła u sióstr loretanek w Sanktuarium Matki Bożej Loretańskiej pod Wyszkowem. Najstarszy syn Zbigniew wraz z mamą spędzili czas okupacji niemieckiej na Pradze w głównym domu loretanek. Babcia Helena była aktywną działaczką PPS przed wojną. Po wojnie działała w strukturach partyjnych po zjednoczeniu w PZPR. Po latach dowiedział się, że po matce ma pochodzenie żydowskie. Przez wiele lat nikt nie chciał odpowiedzieć w domu na pytanie, dlaczego babcia w czasie drugiej wojny światowej nie miała dzieci obok siebie, tylko były umieszczone w klasztorach. Odpowiedź dopiero uzyskał po śmierci mamy od jej przyjaciółki, Lidii Bajkowskiej, z którą łączyła ją długa przyjaźń.
Sikora został ochrzczony i przyjął pierwszą Komunię świętą w Sanktuarium św. Andrzeja Boboli w Warszawie. Będąc dzieckiem jeździł na letniska do Urli nad Liwcem, do Życzyna i Zakrzowa. Tam pod opieką babci Heleny spędzał wakacje.
Sikora uczęszczał do Liceum nr 49 im. Zygmunta Modzelewskiego (obecnie: im. Goethego) w Warszawie, a w trzeciej klasie przeniósł się do IX Liceum Ogólnokształcącego im. Klementyny Hoffmanowej na Śródmieściu. Po ukończeniu liceum został przyjęty do Policealnego Studium Pracowników Socjalnych na ul. Obrońców na Saskiej Kępie. Ukończył je po trzech latach. Otrzymał w trakcie nauki rok tzw. dziekanki. Liceum, jak przyznaje, było formą ukrywania się przed odbyciem zasadniczej służby wojskowej. Studia z zakresie pedagogiki zrobił w Łodzi w Wyższej Szkole Edukacji Zdrowotnej i Nauk Społecznych.
Od 1980 ćwiczył aktywnie w sekcji karate shotokan w Towarzystwie Krzewienia Kultury Fizycznej „Młodzieżowiec”. Ćwiczył tam aktywnie przez blisko siedem lat, aż do czasu rozwiązania sekcji. Jego trenerem był Andrzej Jędrocha. Potem ćwiczył w różnych miejscach, ale już nie jako zrzeszony.
Sikora próbował wyjechać z kraju w latach 80., tak jak dwaj jego przyjaciele, do Australii lub USA. Nie otrzymał zgody z Wojskowej Komendy Uzupełnień na wyjazd za granicę, ponieważ był osobą objętą zasadniczą służbą wojskową. Został powołany do służby wojskowej w 1987 do jednostki 4829 w Górze Kalwarii pod Warszawą: Wojska Obrony Wewnętrznej, kompania rozpoznania. W książeczce wojskowej miał wpisane zwiadowca. Była to elitarna jednostka, nazywana „Łapaje”. Był jednym z najlepszych żołnierzy na tzw. unitarce, czyli podstawowym szkoleniu żołnierzy. Wyznaczony do złożenia przysięgi jako wyróżniony żołnierz przed sztandarem jednostki. Po kilku tygodniach zaczął mieć komplikacje neurologiczne. W jednostce na izbie chorych przebywał ponad 40 dni, następnie w szpitalu wojskowym przy ul. Szaserów w Warszawie. Wyniki kompleksowych badań dały podstawę do stwierdzenia, że ma symptomy stwardnienia rozsianego. Otrzymał 18 miesięcy przerwy w służbie. Do wojska nie został już powołany.
W 1988 zapisał się do klubu, gdzie kilka lat trenował taniec. W 1989 poznał Ryszarda Sobocińskiego, który był Mistrzem Polski w tańcach. Razem chodzili na zajęcia do klubu studenckiego „Stodoła” w Warszawie. Stał na bramce w klubie studenckim „Klub Karuzela” na Woli. Dzięki legitymacji bramkarza, czas między tańcem, pracą na bramce i poszukiwaniem swojego miejsca na ziemi spędzał w warszawskich klubach studenckich: „Hybrydy”, „Hades”, „Klub Riviera Remont”, „Klub Park” i „Stodoła”. Na początku lat 90. zaczął bywać w klubie „SARP” na ul. Foksal.

## Skazanie, uwięzienie i ułaskawienie
Jako młody człowiek rozpoczął swoją przygodę z przedsiębiorczością. Prowadził różną działalność gospodarczą w tamtych czasach. W 1993 spotkał kolegę sprzed lat, a ten po jakimś czasie stał się jego oprawcą, czego wynikiem było płacenie haraczy. Razem ze swoim wspólnikiem Arturem Brylińskim był ofiarą wymuszeń, pobić i zastraszeń.
8 marca 1994 dokonał wspólnie ze swoim wspólnikiem mordu na swoim oprawcy Grzegorzu G. i jego ochroniarzu Mariuszu K. Zgłosił się na policję jako świadek i przyznał się do udziału w podwójnym zabójstwie pod Maciejowicami. Sprawę prowadził prokurator Dariusz Winiarek z prokuratury rejonowej w Otwocku. W listopadzie 1997 został skazany nieprawomocnym wyrokiem w Sądzie Okręgowym Wydział XVIII dla m. st. Warszawy na 25 lat pozbawienia wolności przez skład sędziowski pod przewodnictwem sędzi Marii Tarasiewicz. W maju 1999 Sąd Apelacyjny dla miasta stołecznego Warszawy pod przewodnictwem sędzi Teresy Rysińskiej utrzymał wyrok 25 lat pozbawienia wolności.

Sikora trafił do Aresztu Śledczego w Warszawie przy ul. Rakowieckiej, gdzie przebywał do maja 1995. Następnie został przewieziony do Zakładu Karnego w Warszawie-Białołęce przy ul. Ciupagi 1b. Pracował jako bibliotekarz, świetlicowy, sprzątający i magazynier depozytowy. Uczestniczył też w spotkaniach organizowanych przez gedeonitów, w tym wypadku członków wspólnoty Zboru Zielonoświątkowego z ul. Siennej w Warszawie. Tak pisał Andrzej Starzyński o spotkaniu z Sikorą:
Wszystko zaczęło się pewnej soboty, kiedy to po spotkaniu z duża grupą pensjonariuszy Zakładu Karnego w Białołęce, podszedł do nas Stefan, podał swoje personalia i powiedział, że grozi mu bardzo wysoki wyrok, oraz że „na poważnie” chciałby się zapoznać z chrześcijaństwem. Dostał od nas Biblię i zaproszenie na kolejne spotkanie. Ucieszyliśmy się z tej jego gotowości, ale przez następne pół roku nie zobaczyliśmy go na żadnym spotkaniu. Później któryś z przymusowych mieszkańców więzienia powiedział nam, że od kilku już miesięcy dopomina się o spotkanie grupa więźniów z pierwszego oddziału, do którego jakoś nie docieraliśmy. W tej właśnie grupie znajdował się przeniesiony z innego oddziału Stefan. Odtąd był on stałym uczestnikiem naszych spotkań i dzięki temu mogliśmy uczestniczyć w procesie jego duchowej przemiany.
W czerwcu 1999 został przewieziony do nowego Aresztu Śledczego w Radomiu. W sierpniu 1999 przewieziony do Aresztu Śledczego w Warszawie w celu podjęcia nauki w więziennej szkole poligraficznej. Później przewieziony do Zakładu Karnego w Potulicach, w lutym 2000 – do Zakładu Karnego we Włocławku. Podejmuje pracę w więziennej telewizji. Wydaje również posiłki w pawilonie mieszkalnym. W tym czasie dokształca się z podręczników do ekonomii oraz prowadzenia przedsiębiorczości Szkoły Głównej Handlowej.
W czasie odbywania kary Sikora przygotował wystawę o holokauście, na której obecny był Szewach Weiss, ambasador Izraela w Polsce oraz biskup Bronisław Dembowski. Od kolegi, który prowadził jego stronę internetową i zbierał podpisy w celu ułaskawienia, dowiedział się o zaniedbanym skarszewskim kirkucie. Korzystając z przerwy w odbywaniu kary zorganizował akcję porządkowania nekropolii.
Spędził w więzieniu Warszawa-Białołęka oraz we Włocławku, wliczając okres aresztowania, 10 lat. Od 2004 ze względu na stan zdrowia zezwolono mu na przerwę w odbywaniu kary. Zwracał się o ułaskawienie dwukrotnie: w 2002 i 2003. Został ostatecznie ułaskawiony przez Aleksandra Kwaśniewskiego 5 grudnia 2005 (Bryliński został ułaskawiony w grudniu 2010 przez prezydenta Bronisława Komorowskiego).

## Działalność literacka, dziennikarska i filmowa
Sławomir Sikora zaangażował się w działalność Więziennego Klubu Literackiego „Bartnicka 10” w więzieniu we Włocławku. Jego wiersz zdobył pierwszą nagrodę w konkursie literackim. W trakcie odbywania kary uczył się języka niemieckiego, języka rosyjskiego przebywając w celi z obywatelami Wspólnoty Niepodległych Państw oraz uczył się korespondencyjnie języka angielskiego.
W trakcie odbywania kary czytał literaturę piękną oraz wiele pozycji z poruszających temat uwięzienia w różnych okresach dziejów człowieka. Głównie interesował się literaturą XIX i XX wieku, ze szczególnym uwzględnieniem literatury obozowej: Pięć lat kacetu Stanisława Grzesiuka, Anus Mundi Wiesława Kielara, Bunt w Treblince Samuela Willenberga, Stąd do wieczności Jamesa Jonesa, Dymy nad Birkenau Seweryny Szmaglewskiej, Proszę państwa do gazu Tadeusza Borowskiego.
Obejrzał w trakcie swojej pracy w więziennej telewizji ponad 1000 dokumentów: historycznych, podróżniczych, naukowych i podejmujących problem pobytu człowieka w zamknięciu. Przygotowywał audycje dla ponad 1000 skazanych w oparciu o takie kanały jak National Geographic, Avanti, Discovery.
Jego książka Mój Dług stała się wydarzeniem na Międzynarodowych Targach Książki w Warszawie w maju 2004. Jest także autorem książek zawierających wiersze i opowiadania: Katharsis oraz Ryszard i (nie)przyjaciele. W 2008, nakładem wydawnictwa Albatros, ukazała się książka Osadzony, którą Sikora napisał wspólnie z dziennikarzem Radosławem Grucą. Spowiadał się w niej ze swojego życia, w szczególności z lat spędzonych w więzieniu. W 2007 wspólnie z Beatą Postnikoff napisał sztukę teatralną Lustracja w szpitalu psychiatrycznym.
Współpracował z międzynarodowym serwisem internetowy Sevenload. Współprodukował z firmą AnnMedia film dokumentalny: wyprodukował dla Państwowej Wyższej Szkoły Zawodowej im. Witelona w Legnicy film Z Taybeh do Jerozolimy opowiadający o ostatniej całkowicie chrześcijańskiej enklawie w Izraelu.
Od 2014 jest członkiem Stowarzyszenia Dziennikarzy Rzeczypospolitej Polskiej.

## Aktywność zawodowa i społeczna
W 2008 Sikora przez sześć miesięcy przebywał na Islandii. Doprowadził wówczas do ekstradycji groźnego przestępcy, który ukrywał się w tym kraju. W efekcie rząd Islandii zdecydował się na rozszerzenie współpracy z Polską w zakresie ekstradycji.
W grudniu 2008 Sławomir Sikora uruchomił serwis "Wolność bez granic" (43dom.pl), „narzędzie do prowadzenia dialogu społecznego”, który podjął problematykę państwa obywatelskiego i naukę współodpowiedzialności obywateli za demokrację. Pracowało dla niego 19 polskich pisarzy z całego świata, w tym Leopold Sobel, twórca serwisu „Plotkies” w Londynie.
Sławomir Sikora zajmuje się problematyką więzienną od ponad 10 lat. Powołał w tym celu Fundację Europejskie Centrum Wspierania Inicjatyw Społecznych im. prof. Kazimierza Twardowskiego (FECWIS) w Poznaniu.
Od wyjścia z więzienia aktywnie uczestniczy w spotkaniach ze studentami wielu ośrodków akademickich. Wziął udział w ponad 200 spotkaniach i sympozjach dotyczących resocjalizacji, problematyce wykluczenia społecznego, readaptacji społecznej, praw człowieka czy szeroko rozumianej wolności obywatelskiej, organizowanych przez takie uczelnie jak Uniwersytet Warszawski, Uniwersytet Jagielloński, Uniwersytet Szczeciński, Uniwersytet Gdański, Uniwersytet Wrocławski, Uniwersytet im. Adama Mickiewicza w Poznaniu, Akademia Pedagogiki Specjalnej w Warszawie czy Uniwersytet Kardynała Stefana Wyszyńskiego w Warszawie. Jest również zapraszany na uczelnie prywatne, a także do instytucji samorządowych czy państwowych. Wziął udział w spotkaniu zorganizowanym w Sejmie Rzeczypospolitej Polskiej przez Polski Instytut Sztuki Filmowej.
Zrealizował kilka projektów ocierających się o problematykę więzienną, takich jak „Prawo czy Pięść”. Pierwszy odcinek podjął temat linczu we Włodowie. Kilka lat później Sławomir Sikora włączył się w promocję filmu Lincz pod hasłem „Nigdy więcej Długu i Linczu”.
Sławomir Sikora brał udział w uzyskaniu polskiego obywatelstwa przez Tôn Vân Anh, dysydentkę wietnamską.
Poprzez jeden z głównych dzienników w Polsce Sławomir Sikora poinformował opinię społeczną o zabijaniu chrześcijan na Bliskim Wschodzie w Iraku, przede wszystkim Asyryjczyków. Asyryjczycy zaczęli być postrzegani jako zaplecze wojsk koalicji antysaddamowej. Przez muzułmanów wojska były traktowane jako okupacyjne, a współpracujący z nimi miejscowi chrześcijanie jako zdrajcy. Sławomir Sikora miał okazję współpracować w tym okresie z organizacją Pomoc Kościołowi w Potrzebie, poznając jej lidera ks. prof. Waldemara Cisło. Dzięki dobrej współpracy z Państwową Wyższą Szkołą Zawodową im. Witelona w Legnicy zorganizował konferencję poświęconą sytuacji chrześcijan we współczesnym świecie, ze szczególnym uwzględnieniem asyryjskich chrześcijan w Iraku.
Sikora prowadził projekt „Walka z Analfabetyzmem Muzycznym – Lidia Bajkowska”, który jest promocją nowatorskiej metody Lidii Bajkowskiej. Ambasadorem projektu stała się m.in. Atsuko Seta, jedna najbardziej znanych pianistek na świecie, pochodząca z Japonii.
Sikora od wielu lat promuje wraz z prof. zw. dr hab. Andrzejem Bałandynowiczem „Probację” – autorski projekt przewodniczącego Rady Programowej FECWIS.
Sławomir Sikora doprowadził do zamknięcia toru krosowego, który stowarzyszenie Cross Team Stare Babice zbudowało na terenie otuliny Kampinoskiego Parku Narodowego. Przez kilka lat mieszkańcy nie byli w stanie pokonać lokalnych układów. Krosiarze uprzykrzali życie, szczególnie w weekendy, mieszkańcom Wojcieszyna i Puszczy Kampinoskiej. Interwencja Sławomira Sikory doprowadziła do zamknięcia toru 1 czerwca 2016.
Sikora zaangażował się w pomoc dla przedsiębiorcy Marcina Stefańskiego z Częstochowy w jego walce z miejscowym tzw. układem zamkniętym.
Nagłośnił sprawę noworodka z Białogardu, udostępniając film Oświadczenie ojca, który pokazały wszystkie stacje telewizyjne. Na Facebooku oświadczenie ojca obejrzało ponad 735 tys. osób, a na YouTube ponad 500 tys.
Sławomir Sikora rozwija inicjatywę w mediach społecznościowych „Kontrola Prokuratury”, aby zmienić prawo w zakresie uczestniczenia przez osoby zgłaszające podejrzenie o popełnieniu przestępstwa do prokuratury. W tej inicjatywie zebrało się blisko 5000 użytkowników. Z kolei w 2018 podjął inicjatywę „Roztargniony wymiar sprawiedliwości”, wyłapującą, nagłaśniającą i piętnującą patologie w łonie polskiego sądownictwa, policji i prokuratury.
Sławomir Sikora jest mocno zaangażowany w doprowadzenie do przejrzystości szczepień w Polsce. Udało się z dziennikarzami nagłośnić niejasne powiązania Krzysztofa Łandy, wiceministra w Ministerstwie Zdrowia. Po ośmiu miesiącach Krzysztof Łanda podał się do dymisji.
W latach 2018–2019 Sikora współpracował z Grupą Grodno S.A. w utworzeniu oddziału firmy w Głogowie. Był dyrektorem oddziału w czasie jego organizacji. Po zbudowaniu infrastruktury sprzedażowej przekazał zarządzanie nowemu dyrektorowi. Z Grupą Grodno S.A. nadal współpracuje na zasadach partnerstwa. W latach 2021–2022 został przedstawicielem Grupy Grodno S.A. na Afrykę.

Sławomir Sikora jest autorem projektu „Jabes – Historia Nawróconych Złoczyńców”:
Projekt Jabes jest przede wszystkim wypadkową mojego doświadczenia więziennego. Niestety o tym mało się mówi, że osoby opuszczające jednostki penitencjarne są skazane na ostracyzm społeczny, na brak pracy, na bezdomność, a to w konsekwencji prowadzi do powrotu na drogę przestępczą. W Polsce powracalność do zakładów karnych w tzw. recydywie jest bardzo duża. Nas szczególnie interesuje młodociany przestępca, który jest w największym stopniu narażony na bycie recydywistą. Dlatego postanowiliśmy w ramach projektu Jabes skupić się przede wszystkim na tej grupie. Będziemy nagrywać przemyślenia szczególnie osób skazanych na kary długoterminowe czyli 25 lat, dożywocie, które po wielu latach przebywania za kratami stały się innymi osobami, często nawróconymi. Ich przemyślenia będziemy pokazywać na zamkniętych spotkaniach młodzieży z zakładów poprawczych i schronisk dla nieletnich. Tu nawiązaliśmy współpracę z dyrektorami wspomnianych instytucji. Opiekę merytoryczną sprawują specjaliści z różnych dziedzin. Oparliśmy się przede wszystkim o członków rady fundacji, ale i o osoby i instytucje, z którymi współpracujemy. Wśród nich jest Stowarzyszenie Mateusz z Torunia z jej liderem Waldemarem Dąbrowskim, który stworzył unikatową metodę pracy z osobami opuszczającymi jednostki penitencjarne. Dziś skuteczną metodą zainteresowani są najwybitniejsi specjaliści zajmujący się problematyką osób opuszczających więzienia. Wymienię również dr. hab. Mirosława Grewińskiego, rektora Wyższej Szkoły Pedagogicznej im. Janusza Korczaka w Warszawie i członka Rady Readaptacji Skazanych przy Ministrze Sprawiedliwości, który włączył się aktywnie w nasz projekt.

## Bieżące projekty
Sławomir Sikora działa przy parafii św. Klemensa Hofbauera w Głogowie. W 2017 zorganizował festyn przy parafii, przez który przewinęło się kilka tysięcy mieszkańców Głogowa. Była to pierwsza na taką skalę inicjatywa w tym mieście. Patronatem festyn w 2018 objęła Telewizja Trwam, Radio Maryja, Nasz Dziennik i lokalne media. W ramach pierwszych działań udało się nowe rondo w Głogowie nieopodal parafii nazwać imieniem św. Klemensa Hofbauera.
Wspólnie z proboszczem parafii, ojcem Łukaszem Wójcikiem, założył Katolickie Stowarzyszenie Edukacyjne im. Klemensa Hofbauera. Wspólnie z Zakonem Redemptorystów w Głogowie założył w 2021 przedszkole katolickie „Boży Domek” przy parafii św. Klemensa Hofbauera w Głogowie. Praca nad przedszkolem trwała ponad 6 lat. Był w tym czasie prezesem Fundacji „Edukacja z Wartościami Oddział Dolny Śląsk”.
W styczniu 2022 Sikora podjął pracę nad książką Mój dług. Moc przetrwania, która wyszła drukiem w listopadzie 2022 w języku polskim i angielskim. W 2022 podjął przygotowania do projektu No War Global Project. Nagrywał materiały promocyjne, wziął udział w audycjach telewizyjnych. W 2022 podjął przygotowania nad projektem „Out Of Poza Układami”. W 2023 zorganizował projekt „Out Of Poza Układami” zarejestrowany jako tytuł prasowy pod numerem 351 ze stanowiskiem redaktora naczelnego.
W marcu 2023 wypłynął jachtem BorkumRiff II w ramach projektu No War Global Project, jako odpowiedzialny za promocję rejsu. Na przełomie kwietnia i maja 2023 poprowadził pierwszy w historii świata live z Atlantyku (z Las Palmas do Grenady) za pośrednictwem mediów społecznościowych TikTok, Instagram, Facebook i YouTube. Po dopłynięciu do Grenady nawiązał współpracę z miejscowym establiszmentem, organizując m.in. wizytę premiera Grenady na jachcie BorkumRiff II.
W czerwcu 2023 z Kancelarią Mieloch i Wspólnicy zaangażował się w pomoc ofierze molestowania seksualnego w Towarzystwie Chrystusowym, ks. Pawłowi G.
W lipcu 2023 rozpoczął pracę nad książką Żryj Cukierki – śledztwo dziennikarskie dotyczące patologii w Towarzystwie Chrystusowym.
W dniach 5 listopada 2023 do 21 listopada 2023 po przybyciu do USA podróżował po tym kraju wspólnie ze Zbigniewem Zborowskim w ramach projektów No War Global Project i Trip with VIP. Ekipa wyruszyła z Kalifornii przez Nevadę, Arizonę, Nowy Meksyk i ostatecznie dotarła do Teksasu.